# Natnael Zeleke
Natnael Zeleke là một cầu thủ bóng đá người Ethiopia, thi đấu ở vị trí hậu vệ cho Saint George SC.

## Sự nghiệp quốc tế
Vào tháng 8 năm 2014, huấn luyện viên Mariano Barreto, triệu tập anh vào đội hình Ethiopia tham dự Vòng loại Cúp bóng đá châu Phi 2015.